# Nya Folkhemmet
Nya Folkhemmet är ett lokalparti aktivt i Haninge kommun.
Partiet grundades av bland annat de tidigare nationaldemokraterna Harry Edlund och Ralph Henning inför valet 2006, och registrerades hos Valmyndigheten 7 februari samma år. Edlund och Henning sitter på varsitt mandat i kommunfullmäktige, invalda där för sitt gamla parti i valet 2002. Båda två var dessförinnan aktiva inom Sverigedemokraterna.
Partiet vill återskapa ett "icke-socialistiskt folkhem". Man vill omfördela resurser ifrån invandringspolitiken till andra sektorer i samhället. Man vill ha hårdare tag mot brottslighet samt slå vakt om "Haninges urgamla kultur". Partiet drev en hemsida med ett öppet debattforum där även motståndare kunde debattera deras förslag. Sedan hösten 2010 är hemsidan nerlagd och partiet verkar också ha slutat vara aktivt.
Inför valet 2014 har ett parti bildats med liknande namn, Nya Folkhemmet Partiet (i folkmun benämnt enbart Nya Folkhemmet). Det nya partiet har ingen koppling till partiet i Haninge. Enligt hemsidan är det Sveriges första partipolitiskt obundna parti.
Ett syftet med Nya Fokhemmet Partiet är att väcka debatt genom ändra slentrianmässigt använda uttryck. "Lika lön förlika arbete" blir hos Nya Folkhmmet "Lika arbete för lika lön".